# 米尔冉吉普·杜拉托夫
米尔冉吉普·杜拉托夫（1885年11月25日—1935年10月5日）他是哈萨克诗人、作家、哈萨克民族主义者，阿拉什运动的领导人之一。1928年被捕。1935年在集中营被处决。